# La Roche (Szwajcaria)
La Roche (frp. La Rotse, hist. Zurflüh) – gmina (fr. commune; niem. Gemeinde) w Szwajcarii, w kantonie Fryburg, w okręgu Gruyère. Leży nad jeziorem Lac de la Gruyère.

## Demografia
W La Roche mieszka 1 821 osób. W 2020 roku 16,1% populacji gminy stanowiły osoby urodzone poza Szwajcarią.

## Transport
Przez teren gminy przebiega droga główna nr 180. 